# Господин Смит отива във Вашингтон
„Господин Смит отива във Вашингтон“ (на английски: Mr. Smith Goes to Washington) е американски драматичен игрален филм, излязъл по екраните през 1939 година, режисиран от Франк Капра с участието на Джеймс Стюарт и Джийн Артър. Сценарият написан от Сидни Бъчман е базиран на непубликуван разказ от Луис Р. Фостър.

## Сюжет
Историята разказва за ефекта, който един обикновен човек може да нанесе върху политическата система. При излизането си, произведението предизвиква множество дискусии сред обществото и върхушката, въпреки това, филмът донася голям успех във финансов смисъл. „Господин Смит отива във Вашингтон“ окончателно затвърждава статуса на Джеймс Стюарт като едина от големите филмови звезди на Холивуд.

## В ролите
| Изпълнител    | Роля                           |
| ------------- | ------------------------------ |
| Джеймс Стюарт | Джеферсън Смит                 |
| Джийн Артър   | Клариса Сондърс                |
| Клод Рейнс    | сенатор Джоузеф Харисън Пейн   |
| Едуард Арнолд | Джим Тейлър                    |
| Гай Киби      | губернатор Хъбърт „Хепи“ Хопър |
| Томас Мичел   | Диз Мур                        |
| Юджийн Палет  | Чик Макган                     |
| Бела Бонди    | Ма Смит                        |
| Х.Б. Уорнър   | сенатор Агню                   |
| Хари Кери     | председател на сената          |
| Астрид Алуин  | Сюзън Пейн                     |

## Награди и Номинации
„Господин Смит отива във Вашингтон“ е сред основните заглавия на дванадесетата церемония по връчване на наградите „Оскар“ с номинации за награда в единадесет категории, включително за „Най-добър филм“. Произведението печели „Оскар“ в категорията за най-добър адаптиран сценарий. През 1989 година, филмът е избран като културно наследство за опазване в Националния филмов регистър към Библиотеката на Конгреса на САЩ.